# 王謀
王 謀（おう ぼう、生没年不詳）は、中国後漢時代末期から三国時代にかけての人物。蜀漢の政治家。字は元泰。益州漢嘉郡の出身。

## 事跡
楊戯の『季漢輔臣賛』では、劉備家臣団の第15位に挙げられている。身を修め慎み深いと評されており、また陳寿からも、立ち居振舞いや素行が優れていたと評されている。
初めは劉璋に仕え、巴郡太守となり、その後、治中従事に任命された。建安19年（214年）の劉備による益州平定後も、王謀はそのまま任用され、別駕従事に昇進している。
建安24年（219年）、劉備が漢中王になると、黄柱や頼恭とともに九卿（少府）に任命された。
建安25年（220年）、許靖・諸葛亮らと共に、劉備に即位するよう願う上奏文を奉呈した。
建興元年（223年）、関内侯に封じられ、後に太常の職へ異動となった。
後に蔣琬が、漢嘉郡出身の張休に対し「同郡の先輩に王元泰がいたが、今は誰が彼の後を継いでいるか」と聞いたところ、張休は「元泰を継ぐ人は州の中ですらおりません。ましてや私の郡などにはいる筈がございません」と答えたという。
これほどの人物であったが、陳寿が『三国志』を編纂した頃には史料が失われていたため、立伝されなかった。
また小説『三国志演義』では、劉備の即位時に名前が登場しているのみである。